# Hanazono Rugby Stadium
Le Hanazono Rugby Stadium (東大阪市花園ラグビー場, littéralement le "stade de rugby Hanazono de la ville de Higashiosaka") à Higashiosaka est le plus vieux stade destiné au rugby à XV au Japon. Il appartient à la ville de Higashiosaka, a ouvert en 1929 et a actuellement une capacité de 26 544 personnes. Il est notamment le siège du tournoi de rugby national annuel des lycées et a hébergé d'importantes rencontres internationales et des matchs de la Top League.
Hanazono est le domicile du club des Kintetsu Liners.
Le stade a été l'un des sites de la Coupe du monde de rugby 2019, la première Coupe du monde de rugby à se dérouler en Asie. 

## Record du monde
Le 14 mai 2006, Daisuke Ohata bat le record du plus grand nombre d'essais lors d'un test match à Hanazono avec un coup du chapeau pour le Japon contre la Géorgie. Le précédent détenteur du record était David Campese.[réf. nécessaire]

## Football
Le stade a accueilli le match de la J1 League opposant le Cerezo Osaka au Nagoya Grampus Eight le 8 mai 1999.

## Rénovation

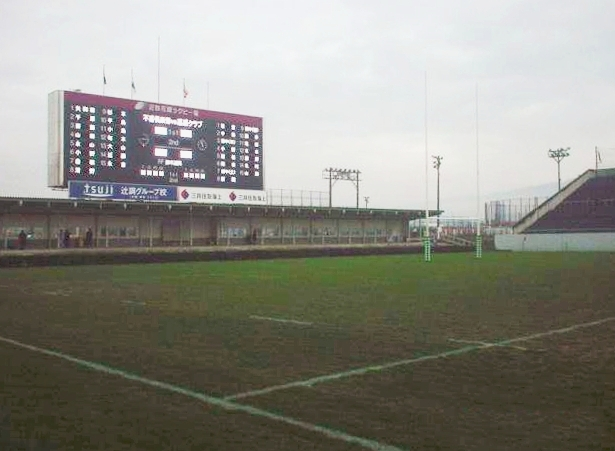
Hanazono avant la rénovation.

Le stade a fait l'objet d'une rénovation d'envergure en 2017-2018 afin d'agrandir ses installations en prévision de la Coupe du monde de rugby. Le 26 octobre 2018, Hanazono a organisé une rencontre internationale entre l'équipe nationale japonaise du rugby à XV et le World XV pour célébrer la fin des travaux. 

## Illuminations
En mars 2022, la porte principale du stade est illuminée en bleu et jaune en réaction à l'invasion de l'Ukraine par la Russie. Il est prévu de maintenir l'illumination quotidienne du soir jusqu’à la fin de l'invasion.

## Matchs de laCoupe du monde de rugby à XV 2019
| Date              | Heure (JST) | Équipe n° 1 | Résultat | Équipe n° 2 | Tour    | Affluence |
| ----------------- | ----------- | ----------- | -------- | ----------- | ------- | --------- |
| 22 septembre 2019 | 14h15       | Italie      | 47-22    | Namibie     | Poule B | 20 354    |
| 28 septembre 2019 | 13h45       | Argentine   | 28-12    | Tonga       | Poule C | 21 917    |
| 3 octobre 2019    | 14h15       | Géorgie     | 10-45    | Fidji       | Poule D | 21 069    |
| 13 octobre 2019   | 14h45       | États-Unis  | 19-31    | Tonga       | Poule C | 22 012    |

## Voir également
- Chichibunomiya Rugby Stadium
- Level5 Stadium
- Stade olympique national
- Équipe du Japon de rugby à XV
- Top League
- Gare Higashi-Hanazono - Ligne Kintetsu Nara